# オリエンタル・ローズ
「オリエンタル・ローズ」（Oriental Rose）は、杏里の17枚目のシングル。1986年2月21日発売。発売元はフォーライフ・レコード。

## 概要
表題曲「オリエンタル・ローズ」は、テレビ朝日系列の深夜テレビドラマ枠で放送された「深夜劇場」のオープニングテーマ曲として使用された。オリジナルアルバムには収録されず、ベスト・アルバム『ザ・杏里』のみに収録されていたが、2011年に再リリースされた9枚目のアルバム『MYSTIQUE』にボーナス・トラックとして初めて収録された。
B面曲「INNOCENT TIME」は杏里自身が作曲を手掛けている。この曲はテレビ東京系「SKINOW '86」のオープニングテーマ曲として使用され、同番組のエンディングテーマ曲には8枚目のアルバム『WAVE』収録曲の『OVERSEA CALL』が使用された。

## 収録曲
1. オリエンタル・ローズ
作詞：吉元由美 / 作曲：小田裕一郎 / 編曲：入江純
  - テレビ朝日「トライアングル・ブルー」オープニング曲（1986年）
2. INNOCENT TIME
作詞：園部和範 / 作曲：ANRI / 編曲：小倉泰治
  - テレビ東京系「SKINOW '86」オープニングテーマ曲

## 関連作品
- MYSTIQUE
- ザ・杏里
- MY FAVORITE SONGS
- 16th Summer Breeze
- Anri The Best